# هيرش جاكوبس
هيرش جاكوبس (بالإنجليزية: Hirsch Jacobs)‏ هو مدرب خيول أمريكي، ولد في 8 أبريل 1904 في نيويورك في الولايات المتحدة، وتوفي في 13 فبراير 1970.

## وصلات خارجية
- هيرش جاكوبس على موقع الموسوعة البريطانية (الإنجليزية)